# 朱及群
朱及群（1911年—？），男，汉族，直隶（今河北）藁城人，中国教育心理学家，曾任第六、七届全国政协委员。